# Forest (singolo)
Forest è il singolo di debutto della cantautrice italiana Ginevra, pubblicato il 16 novembre 2018 come primo estratto dal primo EP Ruins.

## Descrizione
Il brano, scritto dalla stessa cantautrice, è prodotto da Francesco Fugazza.

## Tracce
Testi e musiche di Ginevra Lubrano.
1. Forest – 4:41